# Pristolepis fasciata
Cá rô biển hay sặc vện Malaysia (Danh pháp khoa học: Pristolepis fasciata) là một loài cá trong họ Pristolepididae.

## Từ nguyên
Tính từ định danh fasciata (giống đực: fasciatus, giống trung: fasciatum) là tiếng Latinh có nghĩa là chùm hay dải; để nói tới 6-8(-10) sọc dọc màu ánh đen không đều trên thân loài này.

## Phân bố
Là loài bản địa của lưu vực sông Mê Kông, Chao Phraya (Campuchia, Lào, Thái Lan, miền nam Việt Nam), Malaysia (cả phần thuộc Borneo), Indonesia (Sumatra, phần thuộc Borneo). Tuyệt chủng tại Singapore và có thể cũng đã tuyệt chủng tại Java. Loài này được biết là xuất hiện ở các con sông lớn ở vùng ngập lụt đến cửa sông cũng như các hồ, ao và đầm lầy. Nó đã được quan sát thấy là loài di cư nước ngọt, di cư từ sông Mê Kông đến vùng đồng bằng ngập lụt trong các trận lũ lụt trong mùa gió mùa và trở lại sông vào đầu mùa khô.

## Đặc điểm
P. fasciata có chiều dài tối đa 20 cm, thân cao, dẹp bên, cuống đuôi rất ngắn, đầu lớn vừa, dẹp bên, mõm ngắn, không nhô ra, rộng ngang, rạch xiên, hàm trên kéo dài hơi quá viền trước mắt, trên hàm có răng nhỏ nhọn, mắt lớn, nằm ở nửa trên của đầu, cạnh dưới xương trước mắt có răng cưa nhọn, lỗ mang lớn, cạnh dưới và sau xương nắp mang trước có răng cưa nhỏ nhọn, xương nắp mang có 2 gai dẹt, màng mang 2 bên dính liền nhau, phủ vẩy dày và liền với eo.
Vây lưng có khởi điểm nằm trước khởi điểm vây ngực và ngang với mép trên của lỗ mang, gốc vây lưng dài, gốc sau cùng cách gốc vây đuôi 4 đến 6 hàng vẩy, vây hậu môn có khởi điểm ngang với tia vây thứ hai của vây lưng và gần gốc vây đuôi hơn mõm, gai thứ 2 to và dài hơn các vây khác, gai vây lưng, vây hậu môn cứng và nhọn, vây đuôi tròn.
Thân và đầu phủ vẩy lược, có nhiều vẩy nhỏ phủ lên gốc tia mềm của vây lưng, vây hậu môn và một phần gốc vây đuôi, đường bên không liên tục. Mặt lưng có màu xám đậm, phía bụng nhạt dần và bụng có màu trắng, thân và đầu ửng vàng, các vây bụng, vây lưng, vây hậu môn và vây đuôi xám đen. Kỳ trên và kỳ dưới cá rô biển đều bén nhưng không đâm;

## Tại Việt Nam
P. fasciata ở dưới sông nhiều, nhất là mùa nước giựt nó ưa dựa theo mấy gốc cây lớn. P. fasciata là loại cá ra sông sau cùng khi nước rút, ưa dựa gốc, dựa chà nên chất chà cũng là cách bắt P. fasciata rất hữu hiệu. P. fasciata thuộc loại cá rất hiền. P. fasciata nhỏ bằng hai ba ngón tay trở xuống có tên là cá rô biển dăm; ngược lại cá rô biển lớn cỡ bằng bàn tay hoặc có con lớn bằng cái dĩa bàn thì được gọi là cá rô biển bà.

## Đánh bắt và sử dụng
Cá rô biển dăm thường thường được làm mắm hoặc làm khô; cá rô biển bà thì chiên chấm nước mắm gừng. Cách bắt cá rô biển tùy theo mùa. Nếu mùa tháng 11 tháng 12 lúc cá dại người ta đi đâm cá bằng chĩa xà di hoặc câu cá bằng mồi tép; nhưng tới mùa tháng giêng tháng hai thì đặt rù, kéo bò. Tháng nước giựt gần khô đồng thì cá rô biển dính lưới giăng trên đồng rất nhiều, đây cũng là dấu hiệu đồng ruộng gần cạn nước.